# Municipi de Greve
El municipi de Greve és un municipi danès situat a l'est de l'illa de Sjælland, a la badia de Køge, abastant una superfície de 60 km². Amb la Reforma Municipal Danesa del 2007 va passar a formar part de la Regió de Sjælland, però no va ser afectat territorialment.
La ciutat més important i la seu administrativa del municipi és Greve Strand (40.764 habitants el 2009). Altres poblacions del municipi són:
- Greve Landsby
- Hundige
- Karlslunde Strand
- Karlslunde
- Kildebrønde
- Mosede
- Tune

## Consell municipal
Resultats de les eleccions del 18 de novembre del 2009:
| Partit                             | vots | % vots |
| ---------------------------------- | ---- | ------ |
| Socialdemokratiet                  | 5610 | 23,5   |
| Det Radikale Venstre               | 459  | 1,9    |
| Det Konservative Folkeparti        | 3786 | 15,9   |
| Retsforbundet                      | 12   | 0,1    |
| Socialistisk Folkeparti            | 2669 | 11,2   |
| Borgerlisten                       | 184  | 0,8    |
| Dansk Folkeparti                   | 2632 | 11,0   |
| Venstre                            | 8449 | 35,4   |
| Danmarks Nationalsocialistiske Bev | 63   | 0,3    |

### Alcaldes
| Alcalde      | Període               | Partit                      |
| ------------ | --------------------- | --------------------------- |
| Hans Barlach | 1-1-2007 a 31-12-2009 | Det Konservative Folkeparti |
|              | 1-1-2010 a 31-12-2013 |                             |